# Spinocerura capillata
Spinocerura capillata är en urinsektsart som beskrevs av John Tenison Salmon 1941. Spinocerura capillata ingår i släktet Spinocerura och familjen Isotomidae. Inga underarter finns listade i Catalogue of Life.